# Centre d'action éducative
Pour les articles homonymes, voir Centre d'action et CAE.
 (novembre 2014).
Les centres d'action éducative (CAE) peuvent dépendre du ministère de la Justice ou être des services privés fonctionnant à l'acte ou au dossier, habilités et financés par le ministre de la Justice. Il peut y en avoir plusieurs pour les grands départements. C'est un service de milieu ouvert.

## Conditions d'admission
Mesures éducatives ordonnées par la juridiction des mineurs, soit au titre de la Protection de l'Enfance, soit au titre de l'Enfance Délinquante.

## Missions
- Fonction d'investigation : apporter une aide à la décision du magistrat, en mettant en œuvre soit une enquête sociale soit une mesure d'investigation et d'orientation éducative (IOE) pour mieux cerner la situation du jeune
- Prise en charge éducative des mineurs maintenus dans leur famille : offrir aux jeunes la possibilité de s'inscrire dans une démarche de socialisation positive : activités, sorties
- Mise en œuvre des mesures de réparation prononcées à l'égard des mineurs délinquants
- Textes législatifs :
  - Ordonnance n° 45-174 du 2 février 1945 relative à l'enfance délinquante
  - Articles 375 et suivants du Code Civil